# GlobalConnect
GlobalConnect ist ein Technologie- und Datenkommunikationsunternehmen mit Sitz im dänischen Taastrup bei Kopenhagen. Es befindet sich seit 2016 im Besitz des schwedischen Private-Equity-Fonds EQT. Die Unternehmensgruppe ist in Dänemark, Schweden, Norwegen, Deutschland und Finnland aktiv. Zu ihrem Angebot zählen 185.000 km Glasfasernetz in Nordeuropa und insgesamt 35.000 Quadratmeter Rechenzentrumsfläche. GlobalConnect besitzt 30.000 Geschäftskunden und versorgt 650.000 Privatkunden mit einem Glasfaseranschluss. 2021 hatte die Unternehmensgruppe einen Jahresumsatz von 609 Mio. Euro.
Neben Taastrup sitzt das Unternehmen zudem in Kopenhagen, Fornebu, Oslo, Kristiansand (GlobalConnect Holding AS), Stockholm, Uppsala (GlobalConnect Aktiebolag), Vantaa (GlobalConnect Oy), Hamburg und Berlin (GlobalConnect GmbH).
Zur GlobalConnect-Gruppe gehören zudem GigaContent, SuperTel, GC Cloud, GC Wifi, T26 Technology, Broadnet, IP-Only, HomeNet, Onefiber, Netteam, Open Universe und Wizer.

## Geschichte
Die Ursprünge von GlobalConnect liegen in der Firma Zone Systems A/S, die Mitte der 1990er-Jahre von Niels Zibrandtsen gegründet wurde und in der Kommunikationsbranche tätig war. Investor dahinter war Zibrandtsens Unternehmen Zibra A/S. 1998 wurden die zwei Geschäftsbereiche der Firma ausgegliedert: Zone Systems sollte sich auf Hardwareprodukte für die Rundfunk- und Telekommunikationsindustrie konzentrieren, während Glasfasernetze und Dienstleistungen für die Telekommunikationsbranche in der neu gegründeten GlobalConnect A/S zusammengefasst wurden.
Im Jahr 2015 wurde der Outsourcing- und Cloud-Anbieter T26 Technology übernommen und mit GlobalConnect verschmolzen. Im selben Jahr wurde auch die Tochtergesellschaft BornFiber mit dem Ziel gegründet, Bornholm mit Glasfaserinternet zu versorgen.
Im Dezember 2016 übernahm die schwedische Investitionsgruppe EQT 80 % der Anteile von Zibra an der GlobalConnect A/S, während der Gründer Niels Zibrandtsen weiterhin im Vorstand verblieb. 2018 verkaufte Zibra die restlichen 20 % im Zusammenhang mit der Übernahme der norwegischen Broadnet Holding AS durch EQT Infrastructure und den Plänen, diese mit GlobalConnect zu fusionieren.
Im Jahr 2019 wurde der schwedische Glasfaseranbieter IP-Only mit GlobalConnect fusioniert und ging 2020 vollständig in dem Unternehmen auf.
Im August 2021 gab das Unternehmen den Start seines Privatkundengeschäfts unter der Marke HomeNet in Norddeutschland bekannt.
Seit Oktober 2024 leitet Andreas Gerhardt als Country CEO das deutsche B2B- und B2C-Geschäft und folgt auf Christoph Völkel.